# IHeartRadio Music Awards
Los iHeartRadio Music Awards es un programa de premios musicales que reconoce a la música que se escucha durante el año en las estaciones de radio propiedad de iHeartMedia en todo Estados Unidos y en iHeartRadio, la plataforma de música digital de iHeartMedia.
Su primera edición tuvo lugar el 1 de mayo de 2014 en el Shrine Auditorium & Expo Hall de Los Ángeles. Las primeras dos ediciones fueron transmitidas en vivo por NBC; de 2016 a 2018, se transmitió simultáneamente en los canales TBS, TNT y TruTV.
La sexta edición de los iHeartRadio Music Awards se llevó a cabo el 14 de marzo de 2019 en el Microsoft Theatre de Los Ángeles y fue la primera en transmitirse por Fox.
Debido a la pandemia de COVID-19, la ceremonia de 2020 fue cancelada. Los ganadores se revelaron el 4 al 7 de septiembre de 2020.
La edición de 2021 se llevó a cabo en el Dolby Theatre, en Los Angeles, esta también se transmitió por el canal Fox con Usher como anfitrión. Mientras que en el año 2022, la ceremonia se realizó el 22 de marzo de 2022 en The Shrine, ubicado en los Angeles con transmisión también a través de Fox.

## Ceremonias
| Año  | Fecha             | Lugar de Celebración | Ciudad anfritriona | Anfitrión                  | Patrocinador principal | Transmisión   | Ref.   |
| ---- | ----------------- | -------------------- | ------------------ | -------------------------- | ---------------------- | ------------- | ------ |
| 2014 | 1 de mayo         | Shrine Auditorium    | Los Ángeles        | No hubo                    | iHeartMedia, Inc.      | NBC           | [ 9 ]  |
| 2015 | 29 de marzo       | Shrine Auditorium    | Los Ángeles        | Jamie Foxx                 | iHeartMedia, Inc.      | NBC           | [ 10 ] |
| 2016 | 3 de abril        | The Forum            | Inglewood          | Jason Derulo               | iHeartMedia, Inc.      | TBS TNT TruTV | [ 11 ] |
| 2017 | 5 de marzo        | The Forum            | Inglewood          | Ryan Seacrest              | iHeartMedia, Inc.      | TBS TNT TruTV | [ 12 ] |
| 2018 | 11 de marzo       | The Forum            | Inglewood          | DJ Khaled y Hailey Baldwin | iHeartMedia, Inc.      | TBS TNT TruTV |        |
| 2019 | 14 de marzo       | Microsoft Theater    | Los Ángeles        | T-Pain                     | iHeartMedia, Inc.      | FOX           |        |
| 2020 | 4-7 de septiembre | Virtual              | Virtual            |                            | iHeartMedia, Inc.      | IHeartRadio   | [ 13 ] |
| 2021 | 27 de mayo        | Dolby Theatre        | Los Ángeles        | Usher                      | iHeartMedia, Inc.      | FOX           | [ 14 ] |
| 2022 | 22 de marzo       | The Shrine           | Los Ángeles        | LL Cool J                  | iHeartMedia, Inc.      | FOX           | [ 15 ] |
| 2023 | 27 de marzo       | Dolby Theatre        | Los Ángeles        | Lenny Kravitz              | iHeartMedia, Inc.      | FOX           |        |
| 2024 | 1 de abril        | Dolby Theatre        | Los Ángeles        | Ludacris                   | iHeartMedia, Inc.      | FOX           |        |
| 2025 | 17 de marzo       | Dolby Theatre        | Los Ángeles        | LL Cool J                  | iHeartMedia, Inc.      | FOX           |        |

## Premios y ganadores

### 2014
- Artista del Año - Rihanna
- Canción del Año - «Stay» - Rihanna con Mikky Ekko
- Mejor Colaboración - «Timber» - Pitbull con Kesha
- Mejor Nueva Artista - Lorde
- Canción Country del Año - «Boys 'Round Here» - Blake Shelton
- Canción Hip Hop/R&B del Año - «Pour It Up» - Rihanna
- Canción EDM del Año - «Wake Me Up» - Avicii
- Mejor Ejército de Fans - Rihanna's Navy
- Mejores letras - «Wrecking Ball» - Miley Cyrus
- Premio Instagram - Austin Mahone

### 2015
- Artista del Año - Taylor Swift
- Canción del Año - «Shake it Off» - Taylor Swift
- Mejores letras - «Blank Space» - Taylor Swift
- Canción Hip Hop/R&B del Año - «Don't Tell 'Em» - Jeremih con YG
- Mejor Artista Nuevo - Sam Smith
- Canción Country del Año - «Burnin' It Down» - Jason Aldean
- Renegade - Brantley Gilbert
- Mejor Ejército de Fans - «5SOSFAM» - 5 Seconds of Summer
- Canción Dance del Año - «Summer» - Calvin Harris
- Mejor Colaboración - «Bang Bang» - Jessie J, Ariana Grande y Nicki Minaj
- Mejor Canción Rock Alternativo del Año - «Take Me to Church» - Hozier

### 2016
- Canción del Año - «Hello» - Adele
- Álbum del Año - «1989» - Taylor Swift
- Artista Femenina del Año - Taylor Swift
- Artista Masculino del Año - Justin Bieber
- Mejor Grupo/Dúo del Año - Maroon 5
- Mejor Gira - «The 1989 World Tour» - Taylor Swift
- Mejores letras - «Fight Song» - Rachel Platten
- Mejor Artista Latino del Año - Pitbull
- Canción Latina del Año - - «El Perdón» - Nicky Jam con Enrique Iglesias
- Mejor Artista Hip Hop del Año - Drake
- Canción Hip Hop del Año - «Hotline Bling» - Drake
- Mejor Artista R&B del Año - Drake
- Canción R&B del Año - «Earned It» - The Weeknd
- Mejor Nuevo Artista - Shawn Mendes
- Mejor Artista Rock del Año - Foo Fighters
- Mejor Canción Rock del Año- «Heavy Is The Head» - Zac Brown Band con Chris Cornell
- Mejor Artista de Música Alternativa del Año - Twenty One Pilots
- Mejor Canción Rock Alternativo del Año- «Sueños» - By Divine Right
- Mejor Artista Country - Luke Bryan
- Canción Country del Año - «Buy Me A Boat» - Chris Janson
- Mejor Ejercito de Fans - «Justin Bieber» - Beliebers
- Mejor Artista de Música Electrónica - Calvin Harris
- Biggest Triplet Threat - Selena Gomez
- Canción Dance del Año - «Where Are Ü Now?» - Skrillex y Diplo con Justin Bieber
- Mejor Colaboración - «Uptown Funk» - Mark Ronson con Bruno Mars

### 2017
- Canción del Año - «Can't Stop the Feeling!» - Justin Timberlake[16]
- Mejor Artista Nuevo - The Chainsmokers
- Tour del Año - Coldplay
- Mejor Ejército de Fans - Ariana Grande- Arianators

### 2018
- Álbum Hip-Hop del Año - Kendrick Lamar
- Artista Femenina del Año - Taylor Swift
- Artista Masculino del Año - Ed Sheeran
- Artista de Baile del Año - The Chainsmokers
- Álbum de Baile del Año - The Chainsmokers
- Mejor Colaboración - «Something Just Like This» - The Chainsmokers con Coldplay
- Canción del Año - «Shape of You» - Ed Sheeran
- Álbum Pop del Año - «Divide» - Ed Sheeran
- Mejor Artista Pop del Año - Niall Horan
- Canción Más Comentada del Año - «Shape of You»
- Mejor Remix - «Reggaeton Lento» - CNCO
- Mejor Letra - «Slow Hands» - Niall Horan
- Mejor Ruptura Individual - Louis Tomlinson
- Mejor Cover - «The Chain» - Harry Styles
- Mejor Vídeo Musical - «Sign of the Times» - Harry Styles
- Mejor Ejército de Fans - BTS A.R.M.Y
- Premio Icono - Bon Jovi
- Mejor Banda de Chicos- BTS
- Productor Musical Revelación - Oliver Ontañon

### 2021
- Canción del Año - «Blinding lights» - The Weekend
- Artista Femenina del Año - Dua Lipa
- Artista Masculino del Año - The Weekend
- Mejor dúo/grupo del año - Dan + Shay
- Mejor Colaboración - «Savage (Remix)» - Megan Thee Stallion con Beyoncé
- Premio Icono - Elton John
- Álbum Pop del Año - «Folklore» - Taylor Swift
- Mejor artista pop nuevo - Doja Cat
- Álbum de rock alternativo del año - «Tickets to my downfall» - Machine gun Kelly
- Canción de rock alternativo del año - «Level of concern» - Twenty one pilots
- Artista de rock alternativo del año - Twenty one pilots
- Mejor artista de rock nuevo / rock alternativo - Powfu
- Álbum de rock del año - «Power up» - AC/DC
- Canción rock del año - «Shame Shame» - Foo Fighters
- Artista de rock del año - The Pretty Reckless
- Álbum country del año - «What you see ain’t always what you get» - Luke Combs
- Canción country del año - «The bones» - Maren Morris
- Artista country del año - Luke Combs
- Mejor artista country nuevo - Gabby Barrett
- Álbum dance del año - «Diplo presents Thomas Wesley, Chapter 1: Snake Oil» - Diplo
- Canción dance del año - «Roses (Imanbek remix)» - SAINt JHN
- Canción dance del año - Marshmello
- Álbum de Hip-Hop del año - «My turn» - Lil Baby
- Canción Hip-Hop del año - «The box» - Roddy Rich
- Artista Hip-Hop del año - Roddy Rich
- Mejor artista nuevo Hip-Hop - Roddy Rich
- Álbum de R&B del año - «The Beast» - Jhene Aiko
- Canción R&B del año - «Go crazy» - Chris Brown con Young Thug
- Artista R&B del año - H.E.R.
- Mejor artista nuevo de R&B - Snoh Aalegra
- Álbum de pop latino / reggaetón del año - «YHLQMDLG» - Bad Bunny
- Canción del año de pop latino / reggaetón - «Tusa» - Karol G con Nicki Minaj
- Artista pop latino / reggaetón del año - J Balvin
- Mejor artista latino nuevo - Rauw Alejandro
- Álbum regional mexicano del año - Ayayay! - Christian Nodal
- Canción regional mexicana del año - «Se me olvidó» - Christian Nodal
- Artista regional mexicano del año - Christian Nodal
- Productor del año - Max Martin
- Compositor del año - Ashley Gorley

### 2022
- Canción del Año - «Levitating» - Dua Lipa
- Artista Femenina del Año - Olivia Rodrigo
- Artista Masculino del Año - Lil Nas X
- Mejor dúo/grupo del año - Silk Sonic (Bruno Mars y Anderson Paak)
- Mejor Colaboración - «Stay» - The Kid Laroi y Justin Bieber
- Premio Icono - Jennifer Lopez
- Álbum Pop del Año - «30» - Adele
- Mejor artista pop nuevo - Olivia Rodrigo
- Álbum de rock alternativo del año - «Happier Than Ever» - Billie Eilish
- Canción de rock alternativo del año - «Mosters» - All Time Low con Blackbear
- Artista de rock alternativo del año - Machine Gun Kelly
- Mejor artista de rock nuevo / rock alternativo - Måneskin
- Álbum de rock del año - «Medicine at Midnight» - Foo Fighters
- Canción rock del año - «Waiting on a War» - Foo Fighters
- Artista de rock del año - Foo Fighters
- Mejor Artista nuevo de rock - Mammoth WVH
- Álbum country del año - «Dangerous: The Double Album» - Morgan Wallen
- Canción country del año - «If I Didn't Love You» - Jason Aldean y Carrie Underwood
- Artista country del año - Luke Combs
- Mejor artista country nuevo - Lainey Wilson
- Álbum dance del año - «Future Nostalgia» - Dua Lipa
- Canción dance del año - «Do It to It» - Acraze con Cherish
- Artista dance del año - David Guetta
- Álbum de Hip-Hop del año - «The Off Season» - J. Cole
- Canción Hip-Hop del año - «What You Know Bout Love» - Pop Smoke
- Artista Hip-Hop del año - Drake
- Mejor artista nuevo Hip-Hop - Yung Bleu
- Álbum de R&B del año - «An Evening with Silk Sonic» - Silk Sonic (Bruno Mars y Anderson Paak)
- Canción R&B del año - «Leave the Door Open» - Silk Sonic (Bruno Mars y Anderson Paak)
- Artista R&B del año - Jazmine Sullivan
- Mejor artista nuevo de R&B - Giveon
- Álbum de pop latino / reggaetón del año - «KG0516» - Karol G
- Canción del año de pop latino / reggaetón - «Pepas» - Farruko
- Artista pop latino / reggaetón del año - Bad Bunny
- Mejor artista latino nuevo - Grupo Firme
- Álbum regional mexicano del año - Corta Venas - Eslabón Armado
- Canción regional mexicana del año - «La Casita» - Banda MS
- Artista regional mexicano del año - Calibre 50
- Productor del año - Finneas O'Connell
- Compositor del año - Omar Fedi
- Tour del año - Love On Tour
- Chart Ruler - «Stay» - The Kid Laroi y Justin Bieber

### 2023
- Canción del Año - «Anti-Hero» - Taylor Swift
- Artista del Año - Harry Styles
- Mejor dúo/grupo del año - Imagine Dragons
- Mejor Colaboración - «Unholy» - Sam Smithi con Kim Petras
- Premio Icono - Pink

### 2024
- Canción del Año: Kill Bill - SZA
- Artista del Año: Taylor Swift
- Dúo/grupo del año: OneRepublic
- Mejor colaboración: Calm Down - Rema & Selena Gomez
- Productor del año: Jack Antonoff
- Compositor del año: Ashley Gorley
- Canción pop del año (nueva categoría): Flowers - Miley Cyrus
- Artista pop del año (nueva categoría): Taylor Swift
- Mejor artista nuevo (Pop): Jelly Roll
- Álbum pop del año: Guts - Olivia Rodrigo
- Canción country del año: “Heart Like a Truck” – Lainey Wilson
- Artista country del año: Morgan Wallen
- Mejor artista nuevo (country): Jelly Roll
- Álbum country del año: "One Thing at a Time" - Morgan Wallen
- Canción hip-hop del año: “All My Life”- Lil Durk con J. Cole
- Artista hip-hop del año: Drake
- Mejor artista nuevo (hip-hop): Ice Spice
- Álbum de hip-hop del año: Heroes & Villains - Metro Boomin
- Canción R&B del año: “Snooze”- SZA
- Artista R&B del año: SZA
- Mejor artista nuevo (R&B): Victoria Monét
- Álbum R&B del año: SOS - SZA
- Canción alternativa del año: “One More Time” – Blink-182
- Artista alternativo del año: Fall Out Boy
- Mejor artista nuevo (alternativa y rock): Noah Kahan
- Álbum alternativo del año: "The Record" - Boygenius
- Canción rock del año: “Lost” – Linkin Park
- Artista rock del año: Foo Fighters
- Álbum rock del año: "72 Seasons" - Metallica
- Canción dance del año: “Strangers” – Kenya Grace
- Artista dance del año: Tiësto
- Canción pop latino / urbano del año: “Shakira: Bzrp Music Sessions, Vol. 53” – Bizarrap y Shakira
- Artista pop latino / urbano del año: Karol G
- Mejor artista nuevo (pop latino / urbano): Young Miko
- Álbum pop latino / música urbana del año: Mañana será bonito
- Canción regional mexicana del año: “Ella baila sola” – Eslabon Armado y Peso Pluma
- Artista regional mexicano del año: Peso Pluma
- Mejor artista nuevo (regional mexicano): Peso Pluma
- Álbum regional mexicano del año: "GENESIS" - Peso Pluma
- Artista K-pop del año (nueva categoría): Jeon Jung-kook
- Canción K-pop del año (nueva categoría): “Cupid (Twin Version)” – FIFTY FIFTY
- Álbum K-pop del año: 5-Star - Stray Kids
- Mejor artista nuevo (K-pop) (nueva categoría): NewJeans
- Mejor artista de música africana: Burna Boy

#### Categorías votadas socialmente
- La mejor lírica: “Is It Over Now? (Taylor’s Version)” – Taylor Swift
- Mejor video musical: “Seven” – Jung Kook con Latto
- Mejor ejército de fans: BTS
- Premio a la estrella social: Gracie Abrams
- Fotógrafo favorito de giras: Joshua Halling – Louis Tomlinson
- Canción TikTok del año: “Cruel Summer” – Taylor Swift
- Favorito en pantalla (nueva categoría): j-hope IN THE BOX
- Favorito estilo de touring: Taylor Swift
- Álbum de debut favorito (nueva categoría): V, Layover

### 2025
- Canción del año: «Beautiful Things» – Benson Boone
- Artista del año: Taylor Swift
- Mejor colaboración: «Die with a Smile» – Lady Gaga y Bruno Mars
- álbum del año: Hit Me Hard and Soft – Billie Eilish
- Artista pop del año: Sabrina Carpenter
- Mejor artista pop nuevo: Teddy Swims
- Canción pop del año: «Espresso» – Sabrina Carpenter
- álbum pop del año: The Tortured Poets Department – Taylor Swift
- Canción country del año: «I Had Some Help» – Post Malone con Morgan Wallen
- Artista country del año: Jelly Roll
- Mejor artista country nuevo: Shaboozey
- Álbum country del año: F-1 Trillion – Post Malone
- Artista global del año: Tyla
- Canción Hip-Hop del año: «Not Like Us» – Kendrick Lamar
- Artista Hip-Hop del año: GloRilla
- Mejor artista Hip-Hop nuevo: BossMan Dlow
- álbum Hip-Hop del año: We Don't Trust You – Future y Metro Boomin
- Canción R&B del año: «Made for Me» – Muni Long
- Artista R&B del año: SZA
- Mejor Artista R&B nuevo: 4Batz
- Álbum R&B del año: Coming Home – Usher
- Canción alternativa del año: «Too Sweet» – Hozier
- Artista alternativo del año: Green Day
- Mejor artista alternativo/rock nuevo: Fontaines D.C.
- álbum alternativo del año: Clancy – Twenty One Pilots
- Canción rock del año: «A Symptom of Being Human» – Shinedown
- Artista rock del año: Shinedown
- álbum rock del año: From Zero – Linkin Park
- Canción dance del año: «360» – Charli XCX
- Artista dance del año: David Guetta
- álbum dance del año: Brat – Charli XCX
- Canción pop latina/urbano del año: «Perro Negro» – Bad Bunny con Feid
- Artista pop latino/urbano del año: Feid
- Mejor Artista pop latino/urbano nuevo: Kapo
- Álbum pop latino/urbano del año: Las mujeres ya no lloran – Shakira
- Canción regional mexicana del año: «Alch si» – Grupo Frontera y Carín León
- Artista regional mexicano del año: Peso Pluma
- Mejor artista regional mexicano nuevo: Xavi
- álbum regional mexicano del año: Éxodo – Peso Pluma
- Artista K-pop del año: Ateez
- Canción K-pop del año: «Who» – Jimin
- Mejor artista K-pop nuevo: Illit
- Álbum K-pop del año: Ate – Stray Kids
- Compositora del año: Amy Allen
- Productor del año: Julian Bunetta

## Premio iHeart Radio al Innovador
- Pharrell Williams (2014)
- Justin Timberlake (2015)
- U2 (2016)
- Alicia Keys (2019)
- Taylor Swift (2023)
- Beyoncé (2024)
- Lady Gaga (2025)

## Artistas con múltiples nominaciones y victorias
| Artista           | Nominaciones | Victorias |
| ----------------- | ------------ | --------- |
| Taylor Swift      | 32           | 14        |
| Drake             | 12           | 9         |
| Twenty One Pilots | 19           | 9         |
| Ariana Grande     | 30           | 7         |
| Rihanna           | 8            | 4         |
| Fifth Harmony     | 5            | 4         |
| Justin Timberlake | 6            | 1         |
| Sam Smith         | 5            | 1         |
| Pharrell Williams | 4            | 1         |
| Calvin Harris     | 3            | 1         |
| Iggy Azalea       | 5            | 0         |
| Jay-Z             | 4            | 0         |
| Meghan Trainor    | 3            | 0         |
| Luke Bryan        | 3            | 0         |
| Beyoncé           | 3            | 0         |
| Macklemore        | 3            | 0         |
| Ryan Lewis        | 3            | 0         |
| Imagine Dragons   | 3            | 0         |
| Chris Brown       | 3            | 0         |
| Sabrina Carpenter | 2            |           |